# Per Egil Rygg
Per Egil Rygg (* 5. Februar 1959 in Bergen; † 31. Oktober 2016 in Lørenskog) war ein norwegischer Generalmajor und ab 2014 Oberbefehlshaber der norwegischen Luftwaffe.

## Leben
Nach seiner Schulzeit absolvierte Rygg von 1980 bis 1983 eine Ausbildung zum Piloten an einer zivilen Flugschule in den USA. Am 27. Oktober 1983 trat er in die norwegischen Streitkräfte ein und absolvierte von 1984 bis 1985 das Euro NATO Joint Jet Pilot Training (ENJJPT) auf der Sheppard Air Force Base in Wichita Falls, Texas. Zurück in Norwegen wurde er auf die General Dynamics F-16 umgeschult und zur 334. Skvadron nach Bodø auf den dortigen Flughafen versetzt. 1987 absolvierte er den Offizierlehrgang an der norwegischen Offizierschule.
Ab 1993 übernahm Rygge die Aufgaben eines Flugsicherheitsoffiziers in Bodø und übernahm von 1996 bis 1997 das Kommando über die 331. Staffel, ebenfalls in Bodø. Im Stab der norwegischen Luftwaffe war er von 1997 bis 1998 als Ansprechpartner für Flugsicherheitsfragen eingesetzt, im gleichen Jahr absolvierte er seinen Stabsoffizierlehrgang und wurde danach wieder nach Bodø versetzt, wo er Gruppenkommandeur wurde. Während dieses Kommandos wurde er zum Oberstleutnant befördert.
2002 wechselte er zum Combined Air Operations Centre 3 nach Reitan nahe Bodø als Leiter der von den Staffeln geflogenen Abfangeinsätze und schließlich zum Oberst befördert. Von 2005 bis 2007 war Rygg als norwegischer Verbindungsoffizier im Joint Force Command in Lissabon in Portugal eingesetzt. Von 2007 bis 2012 übernahm er das 132. Geschwader in Bodø und wurde zum Brigadegeneral befördert. Danach, bis zu seiner Ernennung zum Chef der Luftwaffe, war Rygg verantwortlich für sämtliche Flugvorhaben der Luftwaffe und als Inspector of Air Operations auf dem Flughafen Rygge stationiert.
Am 11. April 2014 erfolgte die Ernennung zum Generalmajor.

### Unfall am Kebnekaise
Nach dem Unfall einer Lockheed C-130 Hercules der norwegischen Luftwaffe am 15. März 2012 am schwedischen Berg Kebnekaise wurde Rygg damit beauftragt, den Untersuchungsausschuss zur Ermittlung der Unfallursachen zu leiten.

## Privates
Per Rygg war verheiratet und hatte vier Kinder.